# Elezioni governatoriali negli Stati Uniti d'America del 2019
Le elezioni governatoriali negli Stati Uniti d'America del 2019 si sono tenute per eleggere i Governatori di 3 Stati su 50, in Kentucky e Mississippi il 5 novembre e in Louisiana il 16 novembre. I democratici hanno conquistato 2 Stati e i repubblicani 1.

## Stati
| Stato       | Governatore uscente | Governatore uscente  | Democratici              | Repubblicani          | Altri                       | Governatore eletto   | Governatore eletto |
| ----------- | ------------------- | -------------------- | ------------------------ | --------------------- | --------------------------- | -------------------- | ------------------ |
| Kentucky    |                     | Matt Bevin (R)       | Andy Beshear - 49,2%     | Matt Bevin - 48,8%    | John Hicks (L) - 2,0%       |                      | Andy Beshear (D)   |
| Louisiana   |                     | John Bel Edwards (D) | John Bel Edwards - 51,3% | Eddie Rispone - 48,7% |                             | John Bel Edwards (D) |                    |
| Mississippi |                     | Phil Bryant (R)      | Jim Hood - 46,8%         | Tate Reeves - 51,9%   | David Singletary (I) - 1,2% |                      | Tate Reeves (R)    |

## Risultati grafici per contea

Kentucky
Louisiana
Mississippi